# İsmet İnönü
Mustafa İsmet İnönü (ur. 24 września 1884 w Izmirze, zm. 25 grudnia 1973 w Ankarze) – turecki wojskowy w stopniu generała, polityk, premier i drugi (po śmierci Kemala Atatürka) prezydent Turcji.

## Życiorys
Był zawodowym żołnierzem, w 1908 uczestniczył w rewolucji młodotureckiej. W latach 1922–1924 był ministrem spraw zagranicznych. Od 1923 do 1924 i ponownie od 1925 do 1937 był premierem. Od 1938 do 1950 był prezydentem. W trakcie II wojny światowej prowadził politykę neutralności i równowagi: 19 października 1939 Turcja zawarła sojusz z Wielką Brytanią i Francją, lecz 18 czerwca 1941 podpisała układ o nieagresji z Niemcami. W 1943 nastąpiło ponowne zbliżenie z aliantami, a prezydent İnönü podczas II konferencji kairskiej spotkał się z Rooseveltem i Churchillem w Kairze w dniach 4–7 grudnia 1943, gdzie przywódcy obydwu mocarstw proponowali Turcji przystąpienie do wojny z Niemcami. Ostatecznie jednak Turcja wojnę Niemcom wypowiedziała dopiero 23 lutego 1945. Od 1946 był przewodniczącym Republikańskiej Partii Ludowej. W latach 1950–1960 był przywódcą opozycji. Od 1961 do 1965 był ponownie premierem.
W 1926 urodził mu się syn Erdal, który w latach 80. i 90. był przywódcą Socjaldemokratycznej Partii Ludowej (SHP), a następnie wicepremierem i ministrem spraw zagranicznych współczesnej Turcji.

## Awanse
- podporucznik – 1 września 1903[1]
- porucznik – 2 stycznia 1905
- kapitan – 26 września 1906
- starszy kapitan – 25 września 1908
- major – 26 kwietnia 1912
- podpułkownik – 23 listopada 1914
- pułkownik – 14 grudnia 1915
- generał-major – 10 stycznia 1921
- generał-porucznik – 31 sierpnia 1922
- generał-pułkownik – 30 sierpnia 1926[1]